# Ablación con catéter
La ablación con catéter es un procedimiento invasivo que se utiliza para eliminar o interrumpir un camino eléctrico defectuoso de las secciones del corazón de aquellos individuos propensos a desarrollar arritmias cardíacas como la fibrilación auricular, aleteo auricular, taquicardias supraventriculares y el síndrome de Wolff-Parkinson-White.

## Indicaciones
La ablación con catéter se puede recomendar para una arritmia que no se controla mediante el uso de fármacos. El paciente presenta una actividad eléctrica defectuosa en el corazón que aumenta el riesgo de fibrilación ventricular y paro cardíaco repentino. La fibrilación ventricular es una arritmia potencialmente mortal. El paro cardíaco repentino es una condición en la cual el corazón deja de latir repentinamente.

## Técnica
El procedimiento implica el avance de varios catéteres flexibles en los vasos sanguíneos del paciente, ya sea en la vena femoral, la vena yugular interna, o la vena subclavia. Los catéteres se hacen avanzar entonces hacia el corazón. Los impulsos eléctricos se utilizan para inducir la arritmia, mientras que el calentamiento o la congelación local, se emplean para la ablación del tejido anormal que está causando los síntomas. Algunos procedimientos más recientes permiten la remoción del tejido enfermo o moribundo para aliviar el riesgo de arritmia.
La ablación con catéter la lleva a cabo un electrofisiólogo (un cardiólogo especialmente entrenado) en un laboratorio de cateterismo o un laboratorio especializado.

## Pronóstico
La ablación con catéter de la mayoría de las arritmias tiene una alta tasa de éxito[cita requerida]. Las tasas de éxito para el síndrome WPW han tenido una eficacia del 95%. Para las taquicardias supraventriculares y el aleteo auricular las tasas de éxito son del 95-98%[cita requerida]. En taquicardias auriculares automáticas, hay una eficacia del 70-90%[cita requerida]. Las posibles complicaciones incluyen sangrado, coágulos sanguíneos, tamponamiento pericárdico y bloqueo cardiaco, pero estos riesgos son muy bajos que van del 0.5-3%[cita requerida].
Para la fibrilación auricular, varios equipos experimentados de electrofisiólogos de centros especializados en cirugía cardíaca en Estados Unidos, afirman que pueden alcanzar hasta una porcentaje de eficacia del 75%. Sin embargo un estudio reciente afirma que las tasas de éxito son de hecho mucho menores. Las tasas de éxito en un solo procedimiento han sido publicadas en este estudio en 28%.A menudo, se necesitan varios procedimientos para aumentar la tasa de éxito a un porcentaje entre 70-80%. Una razón para esto puede ser que una vez que el corazón ha sufrido remodelado auricular como en el caso de los pacientes con fibrilación auricular crónica, en gran parte en mayores de 50 años, es mucho más difícil de corregir los defectos en la conducción eléctrica. Los pacientes jóvenes con aleteo auricular paroxístico o interminente, tienen una mayor probabilidad de éxito con una ablación ya que aún no han sufrido remodelado atrial.

## Riesgos
Las complicaciones para la ablación con catéter para la fibrilación auricular incluyen, pero no se limitan a: apoplejía, lesión de esófago y muerte. La ablación con catéter recurre a la radiación, la cual conlleva a un riesgo (aunque bajo) de inducir cáncer.

## Recuperación o rehabilitación
Después de una ablación con catéter, el paciente es trasladado a una unidad de recuperación cardíaca o a una unidad de cuidados intensivos cardiovasculares donde no se les permite moverse de 4-6 horas. Minimizar la movilización ayuda a prevenir el sangrado del lugar donde fue insertado el catéter. Algunos pacientes tienen que pasar la noche en observación, algunos tienen que quedarse mucho más tiempo mientras que otros se pueden ir a casa el mismo día. Todo esto depende del problema, la duración del procedimiento y si fue utilizada o no anestesia general.